# فرانسيسك كزافييه هرنانديز كاردونا
فرانسيسك كزافييه هرنانديز كاردونا (بالإسبانية: Francisco Javier Hernández Cardona)‏ هو مؤرخ وبروفيسور إسباني، ولد في 17 ديسمبر 1954 في برشلونة في إسبانيا.

## وصلات خارجية
- فرانسيسك كزافييه هرنانديز كاردونا على موقع IMDb (الإنجليزية)